# معركة البطيحة
معركة البطيحة في يوليو 1158، التي انتصر الجيش الصليبي بقيادة الملك بلدوين الثالث ملك القدس على قوات القائد نور الدين زنكي أمير حلب ودمشق في سهول البطيحة. تقع في الجزء الشمالي الشرقي من فلسطين الحديثة. وفي وقت المعركة كانت المنطقة تتبع مملكة القدس.

## خلفية تاريخية
في عام 1154 حقق نور الدين زنكي هدفه المتمثل في الاستيلاء على دمشق ودمج سوريا في الدولة الزنكية. وبدلاً من مواجهة مجموعة من الإمارات الإسلامية والقدرة على المناورة ضد بعضها البعض، واجهت الدول الصليبية ( مملكة القدس ومقاطعة طرابلس وإمارة أنطاكية ) تهديدًا موحدًا لوجودها.
وكان الدمشقيون يرعون في كل عام قطعاناً كبيرة في منطقة بانياس من أراضي الفرنجة، وقد استأذنوا في ذلك. في فبراير 1157، هاجمهم بالدوين بشكل غير حكيم، واستولى على الحيوانات لسداد ديون مملكته. وهذا العمل العدواني ينتهك الهدنة. بدأ نور الدين غاضبًا على الفور في شن غارات على الفرنجة في المنطقة المجاورة، وفي معركة بحيرة الحولة في يونيو 1157، هزم جيش الصليبيين. 

## المعركة
وقع الاشتباك الأكبر في الحرب في 15 يوليو 1158 على السهول القريبة من قرية البطيحة شمال شرق بحيرة طبرية. هزم جيش بقيادة بالدوين وتيري من الألزاس، كونت فلاندرز، قوات نور الدين زنكي  أثناء غارتهم على الحدود داخل إقليم زنجيد. فرسان الإسبتارية حاضرون أيضًا في المعركة،   كمدافعين عن سيادة منطقة ما وراء الأردن. تزعم مصادر العصور الوسطى أن حوالي ستة آلاف محارب مسلم قد استشهدوا،  ولكن من المحتمل أن يكون هذا التقدير مبالغًا فيه. تم الاحتفال أيضًا بالنصر الحاسم لبلدوين باعتباره أحد أهم النجاحات العسكرية للقوات المسيحية منذ حصار القدس عام 1099.

## ما بعد المعركة
تبع ذلك معارك عديدة في السنوات التالية. في عام 1160 أو 1161، تم القبض على رينالد شاتيلون واحتجازه في الأسر حتى عام 1176. ثم اشتبك الجانبان مرة أخرى خلال معركة البقيعة عام 1163، والتي انتصر فيها المسلمون.

### الفهرس
- ايرليخ، مايكل. 2019. "معركة عين الملاحة 19 يونيو 1157". مجلة التاريخ العسكري 83 (1): 31-42.
- أولدنبورغ، زوي. الحروب الصليبية. نيويورك: كتب بانثيون، 1966.